# Arturo Caprotti

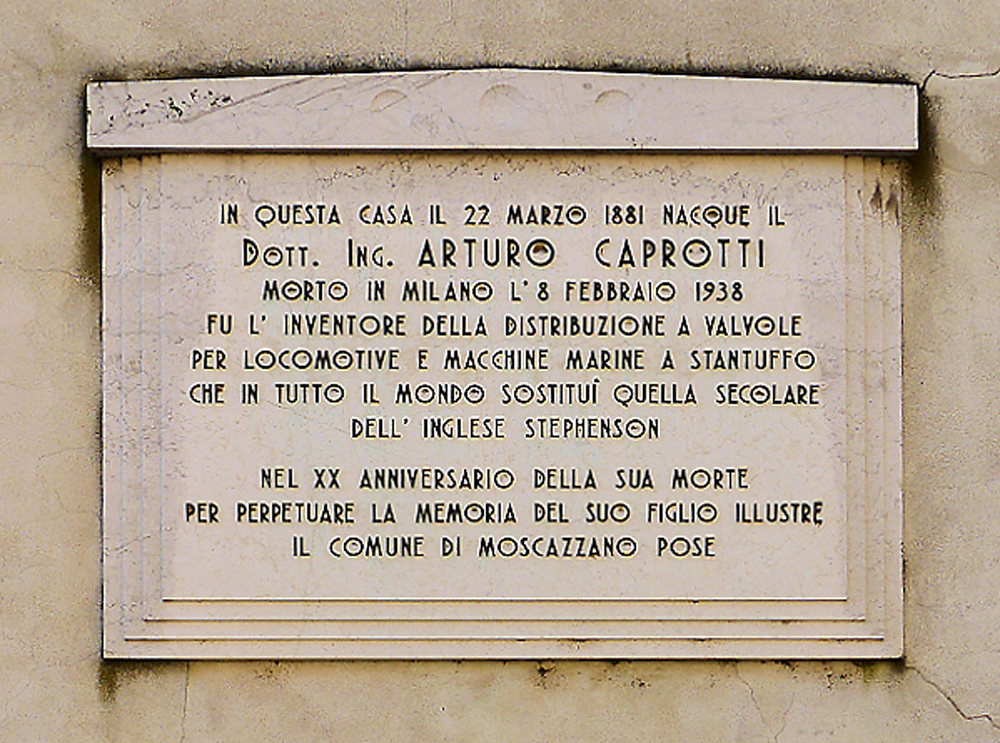
Gedenktafel an Caprottis Geburtshaus

Arturo Caprotti (* 22. März 1881 in Moscazzano; † 10. Februar 1938 in Mailand) war ein italienischer Ingenieur.

## Leben

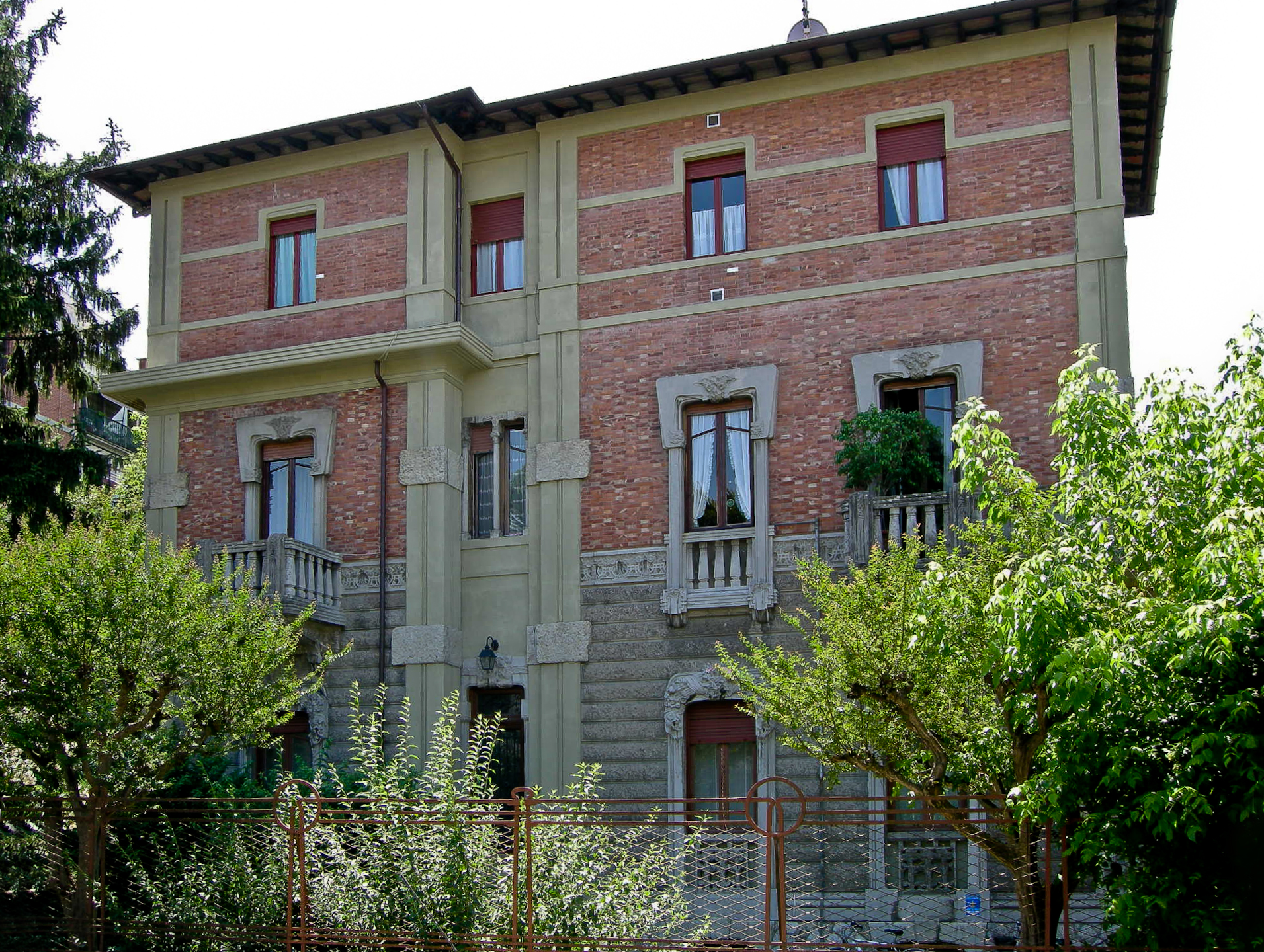
Die Villa Giomi in Lucca wurde nach Plänen Caprottis errichtet.

Arturo war Sohn von Giuseppe Caprotti, einem Gemeindesekretär in Moscazzano in der Provinz Cremona, und Albina Moretti.
Neben der zweijährigen Vorausbildung für sein Ingenieursstudium in Pavia besuchte er dort das prestigeträchtige Collegio Ghislieri. Seinen Abschluss in Wirtschaftsingenieurwesen machte er jedoch 1905 in Turin. Danach begann er, in Florenz in der Fabbrica di Automobili Florentia zu arbeiten. Sein Interesse galt der Thermodynamik und Thermotechnik sowie der Mechanik.
1917 ehelichte er Iole Martinelli, eine Bankierstochter. Nach anderen Quellen heiratete er diese bereits 1910 und es wurde 1912 auf dem schwiegerväterlichen Grundstück nach seinen Plänen eine kleine zweistöckige Villa gebaut. Die Villino Jole (heute Macchia) befindet sich neben der Villa Martinelli in der Via Paganini Nr. 76 in Lucca. Gelegentlich widmete sich Caprotti noch anderen architektonischen Projekten, wie z. B. 1913 der Villa Giomi.
1958 wurde anlässlich seines 20. Todestages von der Gemeinde Moscazzano eine Gedenktafel an seinem Geburtshaus befestigt. Zudem sind dort und in Rom Straßen nach ihm benannt worden.

## Erfindungen

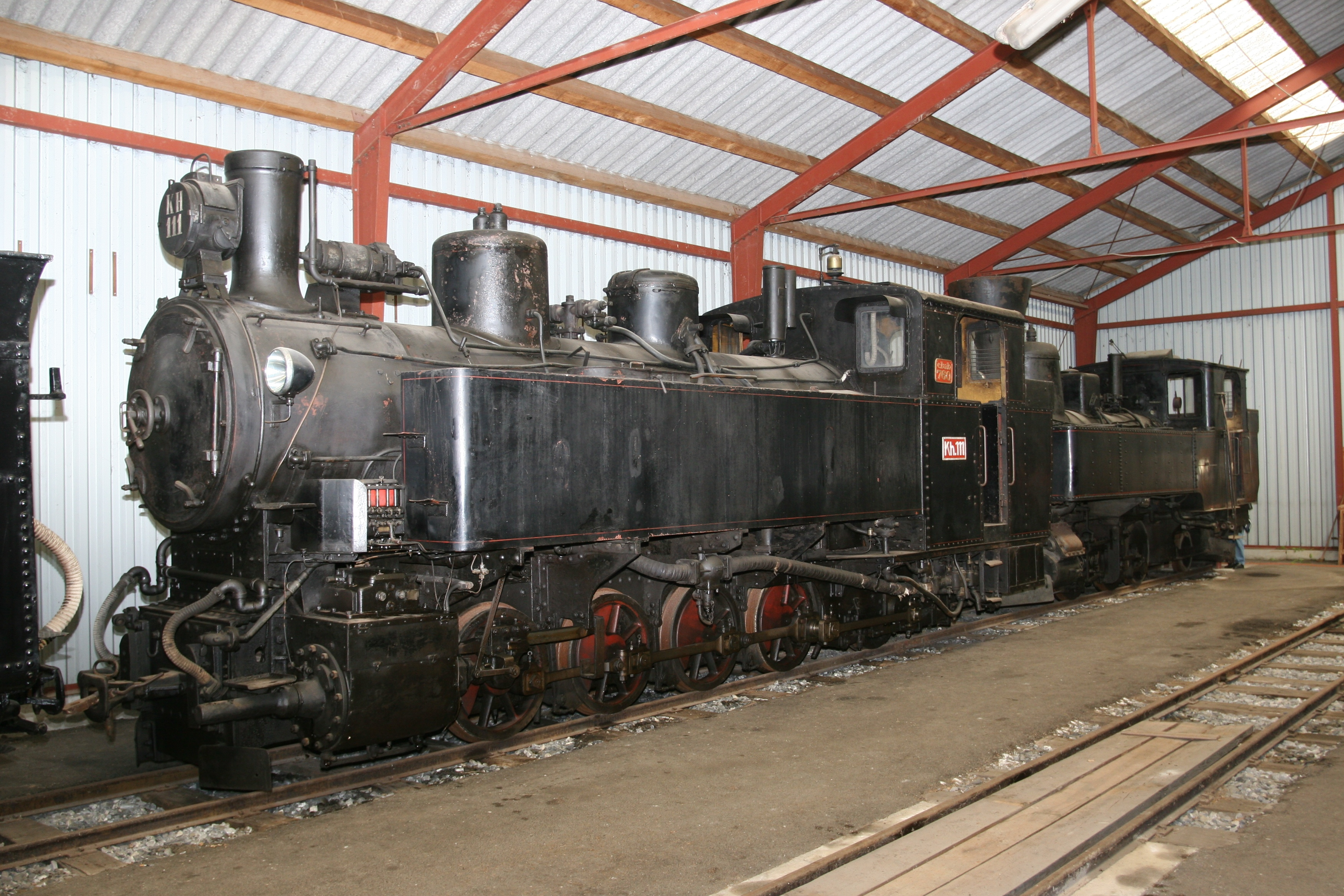
Die mit Caprotti-Ventilsteuerung ausgestattete Kh.111 der Steiermärkischen Landesbahnen im Museum Frojach des Club 760

Im Januar 1921 wurde die erste Dampflokomotive (Consolidation Nr. 740.324) mit der von ihm entworfenen Caprotti-Steuerung, einer Ventilsteuerung, bei den Ferrovie dello Stato in den regulären Betrieb genommen. Die Erfindung wurde von Berichten in der internationalen Fachpresse begleitet. In der Folge baute man die Steuerung auch in bereits vorhandene Lokomotiven ein. Seit 1926 fuhren im Netz der London, Midland and Scottish Railway Lokomotiven der William Beardmore and Company mit dieser Steuerung, in den Vereinigten Staaten baute Baldwin Locomotive Works die Steuerung in Lokomotiven ein. In Deutschland und Österreich wurde die Steuerung hingegen versuchsweise verwendet. Später fand die Steuerung auch im Bahnnetz von Frankreich, Indien, Ägypten und Rumänien sowie weiteren Staaten Verwendung. Außerdem wurde sie auch in Dampfschiffe, die auf dem Comer See und in der Lagune von Venedig verkehrten, sowie in zwei Schiffe englischer Fabrikation eingebaut.
Vergleichsfahrten in Deutschland im Beisein Caprottis mit einer herkömmlichen, durch Kolbenschieber gesteuerten preußischen P 8 sowie einer auf Caprotti-Ventilsteuerung umgerüsteten P 8 ergaben ungünstigere Dampf- und Kohlenverbrauchswerte der Lok mit Ventilsteuerung im Vergleich derjenigen mit Kolbenschiebersteuerung, überdies war die Caprotti-Steuerung störanfälliger.
Die Londoner Institution of Locomotive Engineers verlieh ihm für seine Erfindung eine Goldmedaille.

## Schriften
- Scappamento ed ammissione nei motori a due tempi: Studio sull'efflusso dei gas attraverso alle Luci di scarico ed ammissione e calcolo delle stesse, Tip. Succ. Fratelli Nistri, Pisa 1909.
- Descrizione del Trovato avente per titolo argano universale caprotti, Tip. A. Amedei, Lucca 1913.
- A new poppet valve gear for locomotives, Caprotti system, Casa Ed. Italiana, Rom 1922, 20 Seiten und 2 Tafeln. 1922 dann im selben Verlag auf Französisch erschienen.
- La distribuzione Caprotti per locomotive, Tip. Poliglotta, Mailand 1930, 22 Seiten plus Tafel.